# Фітіонешть
Фітіонешть, Фітіонешті (рум. Fitionești) — село у повіті Вранча в Румунії. Адміністративний центр комуни Фітіонешть.
Село розташоване на відстані 187 км на північний схід від Бухареста, 33 км на північ від Фокшан, 136 км на південь від Ясс, 97 км на північний захід від Галаца, 117 км на схід від Брашова.

## Населення
За даними перепису населення 2002 року у селі проживали 1668 осіб, з них 1666 осіб (99,9%) румунів. Рідною мовою 1666 осіб (99,9%) назвали румунську.